# Duosperma cuprinum
Duosperma cuprinum är en akantusväxtart som beskrevs av Richard Kenneth Brummitt. Duosperma cuprinum ingår i släktet Duosperma och familjen akantusväxter. Inga underarter finns listade i Catalogue of Life.